# Halttulansaari
Halttulansaari är en ö i Finland. Den ligger i sjön Iijärvi och i kommunen Ristijärvi i den ekonomiska regionen  Kajana ekonomiska region  och landskapet Kajanaland, i den centrala delen av landet, 500 km norr om huvudstaden Helsingfors. Öns area är 4,6 hektar och dess största längd är 450 meter i nord-sydlig riktning.